# رابرت هرون
رابرت هرون (انگلیسی: Robert Harron; زاده ۱۲ آوریل ۱۸۹۳ – درگذشته ۵ سپتامبر ۱۹۲۰) یک هنرپیشه اهل ایالات متحده آمریکا بود.

## گزیده فیلمشناسی
از فیلم‌ها یا برنامه‌های تلویزیونی که وی در آن نقش داشته‌است می‌توان به آثار زیر اشاره کرد.
- نبرد (۱۹۱۱)
- بیداری او (۱۹۱۱)
- برای پسرش (۱۹۱۲)
- دوستان (۱۹۱۲)
- وراثت (۱۹۱۲)
- قهرمان من (فیلم ۱۹۱۲) (۱۹۱۲)
- برادران (فیلم ۱۹۱۳) (۱۹۱۳)
- جنگ زن و مرد (۱۹۱۴)
- هیچ‌جا خانه خود آدم نمی‌شود (۱۹۱۴)
- تولد یک ملت (۱۹۱۵)
- تعصب (۱۹۱۶)
- سوزی پاک‌دل (۱۹۱۹)